# Viejo cementerio (Friburgo de Brisgovia)
El viejo cementerio (nombre local: alter Friedhof) de Friburgo de Brisgovia, Baden-Wurtemberg, Alemania, en el barrio Neuburg, al norte del casco viejo. Tiene una superficie de 2,65 ha y fue utilizado como cementerio de la ciudad desde 1683 hasta 1872, cuando fue convertido en un parque. Tiene más de treinta bancos, una fontana, la capilla de San Miguel, varias tumbas, un monumento recordando el huracán Lothar. Destaca la tumba de Caroline Walter en la muralla oriental del cementerio, que murió de tuberculosis en 1867 a la edad de sólo 16 años, y que tradicionalmente siempre está decorada con un ramo de flores.
|                              |
| Tumbas de la familia Colombi |

|                                 |
| Muralla oriental del cementerio |

|                                              |
| La Bella Durmiente, tumba de Caroline Walter |

| |
| El plátano derribado por el huracán Lothar a finales de 1999, con la capilla de San Miguel en el trasfondo |